# Куликов, Павел Владимирович (ботаник)
Па́вел Влади́мирович Кулико́в (1964—2014) — российский ботаник, кандидат биологических наук (1996), исследователь флоры Урала, в частности, Челябинской области.

## Биография
Родился в городе Сатка (Челябинская область) 29 июля 1964 года. Учился на биологическом факультете Уральского государственного университета, окончил его в 1986 году, после чего работал в должности старшего лаборанта в Институте экологии растений и животных в Свердловске.
В 1991 году окончил аспирантуру Института леса Уральского отделения АН СССР, затем стал младшим научным сотрудником. С 1997 года — научный сотрудник (в 1997 году Институт леса переименован в Ботанический сад Уральского отделения РАН). В 2002 году стал старшим научным сотрудником Ботанического сада.
Занимался исследованием флоры Челябинской области, в 2005 году опубликовал конспект флоры сосудистых растений региона. В 1996 году защитил диссертацию кандидата биологических наук по теме «Экология и репродуктивные особенности редких орхидных Урала».
Умер 1 октября 2014 года.

## Некоторые публикации
- Куликов, П. В. Сосудистые растения национального парка "Зюраткуль". — М.: Комис. РАН по сохранению биологического разнообразия, 2004. — 88 с.
- Князев, М. С., Куликов, П. В. Астрагалы (Astragalus L., Fabaceae) секции Xiphidium Bunge во флоре Урала // Новости систематики высших растений. — 2004. — № 36. — С. 123—148.
- Куликов, П. В. Конспект флоры Челябинской области (сосудистые растения). — Екатеринбург; Миасс: Геотур, 2005. — 537 с.
- Куликов, П. В. Новый вид рода Astragalus (Fabaceae) с плато Устюрт (Казахстан) // Ботанический журнал. — 2014. — Т. 99, № 9. — С. 1056—1066.
- Третьякова, А. С., Куликов, П. В. Адвентивный компонент флоры Свердловской области: биоэкологические особенности // Вестник Удмуртского университета. Серия «Биология. Науки о Земле». — 2014. — Вып. 1. — С. 57—67.

## Растения, названные именем П. В. Куликова
- Koeleria kulikovii Tzvelev, 2011
- Poa kulikovii Tzvelev, 2010